# Volo Japan Airlines Cargo 1045
Il volo Japan Airlines Cargo 1045 era un volo cargo partito il 13 gennaio 1977 dalla Contea di Grant, nello stato di Washington, Stati Uniti, a Tokyo, Giappone, con scalo ad Anchorage, Alaska, sempre negli Stati Uniti. Il volo si schiantò a terra durante la fase di salita iniziale, poco dopo il decollo da Anchorage a causa di un'intossicazione da alcool del pilota. Tutti gli occupanti a bordo, inclusi tre membri dell'equipaggio di condotta e due addetti al bestiame, morirono nell'incidente.

## L'aereo
L'aereo coinvolto nell'incidente era un Douglas DC-8-62AF, equipaggiato con quattro motori Pratt & Whitney JT3D, registrato come JA8054 alla JAL Cargo, una sussidiaria di Japan Airlines. Aveva accumulato un totale di 19.744 ore di volo, di cui 8.708 dall'ultima ispezione di routine e 45 dall'ultimo controllo. I registri mostravano che all'aereo era stata effettuata la manutenzione secondo le raccomandazioni giapponesi, americane e dell'ICAO.

### Accumulo di ghiaccio sull'aereo
I meccanici avevano segnalato la presenza di ghiaccio sulle alette di guida dell'aspirazione, sulle cappottature e sugli involucri dei motori, ma non è stato trovato ghiaccio sulla superficie dell'aereo. Un meccanico consigliò di utilizzare il sistema di antigelo del motore, ma non eseguirono alcuna manutenzione sull'aereo ad Anchorage. Gli investigatori sospettavano che il ghiaccio sul profilo alare o sul trasduttore potesse aver impedito all'allarme di stallo di risuonare. Il ghiaccio presente sulla superficie delle ali e dei bordi d'attacco potrebbe aver ridotto l'angolo d'attacco necessario per produrre uno stallo.

## Equipaggio
A bordo dell'aereo c'erano tre membri dell'equipaggio di condotta, due addetti al bestiame e bestiame vivo diretto in Giappone come carico.
L'equipaggio di cabina era composto da:
- Comandante Hugh L. Marsh, 53 anni, assunto dalla Japan Airlines il 24 giugno 1969. Aveva ricevuto la qualifica di pilota in comando del DC-8 il 9 febbraio 1970, in quanto il 30 ottobre 1969 avevano emesso un rating di trasporto aereo n. 001168 della JCAB, un tipo di valutazione per il DC-8. A causa della vista debole gli venne richiesto di indossare degli occhiali correttivi per vedere da vicino, se necessario, durante il volo. Il 10 settembre 1970 venne certificato come navigatore di seconda classe. Marsh aveva registrato un totale di 23.252 ore di volo, incluse 4.040 ore sul DC-8.
- Primo ufficiale Kunihika Akitani, 31 anni, assunto dalla Japan Airlines il 6 maggio 1970 e certificato come copilota sul DC-8 il 1 agosto 1976. Akitani aveva 1.603 ore di volo, di cui 1.208 sul DC-8.
- Ingegnere di volo Nobumasa Yokokawa, 35 anni, assunto dalla Japan Airlines il 1 aprile 1960. Il 20 novembre 1960 ricevette l'abilitazione per il DC-8 come ingegnere di volo. Yokokawa era qualificato anche per servire, sempre come ingegnere di volo, sui Convair 880 e sui Boeing 747. Yokokawa aveva accumulato 4.920 ore di volo, incluse 2.757 ore sul DC-8.

### Intossicazione del pilota
Il tassista che aveva accompagnato il capitano Marsh all'aeroporto disse agli investigatori che sembrava disorientato. Alle 04:50 ora locale un centralinista telefonò alla JAL e avvertì di un pilota ubriaco. JAL rispose dicendo che non sembrava ci fosse nulla di insolito nell'equipaggio di volo. Le autopsie dopo l'incidente mostravano che il comandante Marsh era molto ubriaco, con un livello di alcol nel sangue iniziale di 298 mg per 100 ml e un livello di alcol nel vetrino di 310 mg per 100 ml misurato dodici ore dopo l'incidente; lo stato dell'Alaska considera legalmente inaccettabile 100 mg per 100 ml per guidare, figurarsi l'evidente sbornia di Marsh quel giorno. Delle tredici persone interrogate che avevano parlato con lui prima del volo, sei dissero che aveva bevuto o sembrava ubriaco.

## Sintesi del volo

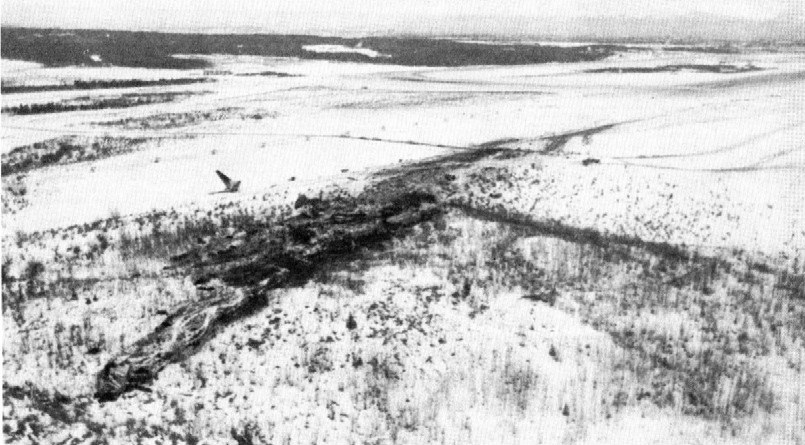
I resti del DC-8 dopo lo schianto a terra

Alle 05:15 l'equipaggio salì a bordo dell'aereo; l'autista dell'auto dell'equipaggio dichiarò: "...era in buone condizioni per quel che ho potuto constatare e ho fatto questa dichiarazione prima di aver sentito delle voci secondo cui era presumibilmente ubriaco o aveva festeggiato o altro." quando gli chiesero se il comandante sembrava ubriaco. I dati del registratore di cabina (CVR) mostravano che l'equipaggio iniziò la check list pre-partenza alle 06:09; il decollo risultò normale fino al momento in cui l'aereo rallentò durante il passaggio dalla velocità VR alla V2; il DC-8 stallò quasi immediatamente dopo aver raggiunto la V2. Alle 0635:39 AST, il volo JAL 1045 si schiantò all'aeroporto internazionale di Anchorage poco dopo il decollo dalla pista 24L. Secondo quanto riferito, un testimone vide l'aereo salire a circa 100 piedi dal suolo, virare a sinistra e poi cadere di lato. Nello schianto morirono tutte e cinque le persone e il bestiame a bordo dell'aereo.

## La causa
Secondo il National Transportation Safety Board (NTSB) il volo 1045 si era schiantato per colpa degli input errati ai controlli di volo, e i fattori per tali input erano l'intossicazione da alcol del pilota in comando e il congelamento della fusoliera. L'NTSB osservò che gli altri due membri dell'equipaggio di condotta avrebbero dovuto correggere il pilota ubriaco, Hugh L. Marsh, ma non lo fecero. Il motivo era perché nella Japan Airlines, come in molte compagnie aeree dell'epoca, gli equipaggi di volo dipendevano dalle decisioni del comandante.